# Marghi južni (jezik)
Marghi južni (margi južni; ISO 639-3: mfm), čadski jezik skupine biu-mandara kojim govori 166 000 ljudi (2006) na području nigerijske države Borno
Postoje dva dijalekta, wamdiu i hildi. Etnička grupa zove se Margi ili Marghi.

## Vanjske poveznice
- Ethnologue (14th)
- Ethnologue (15th)